# تود جاكسون
تود جاكسون (بالإنجليزية: Todd Jackson)‏ هو لاعب هوكي الجليد أمريكي، ولد في 10 أبريل 1981 في كورتلاند في الولايات المتحدة.

## وصلات خارجية
- تود جاكسون على موقع دوري الهوكي الوطني (الإنجليزية)
- تود جاكسون على موقع EliteProspects.com (الإنجليزية)
- تود جاكسون على موقع HockeyDB.com (الإنجليزية)